# Eleocharis cuatrecasasii
Eleocharis cuatrecasasii är en halvgräsart som beskrevs av Maria del Socorro González Elizondo och Paul M. Peterson. Eleocharis cuatrecasasii ingår i släktet småsäv, och familjen halvgräs. Inga underarter finns listade i Catalogue of Life.